# Little Rock Challenger 2024
Il Little Rock Challenger 2024 è stato un torneo maschile di tennis professionistico. È stata la 5ª edizione del torneo, facente parte della categoria Challenger 75 nell'ambito dell'ATP Challenger Tour 2024, con un montepremi di 82 000 $. Si è giocato dal 27 maggio al 2 giugno 2024 sui campi in cemento del Rebsamen Tennis Center di Little Rock, negli Stati Uniti.

## Partecipanti

### Teste di serie
| Nazionalità   | Giocatore          | Ranking* | Testa di serie |
| ------------- | ------------------ | -------- | -------------- |
| Canada        | Alexis Galarneau   | 153      | 1              |
| Hong Kong     | Coleman Wong       | 181      | 2              |
| Corea del Sud | Hong Seong-chan    | 191      | 3              |
| Taipei cinese | Hsu Yu-hsiou       | 230      | 4              |
| Australia     | Bernard Tomic      | 247      | 5              |
| Stati Uniti   | Mitchell Krueger   | 250      | 6              |
| Stati Uniti   | Ethan Quinn        | 251      | 7              |
| Giordania     | Abedallah Shelbayh | 252      | 8              |

* Ranking al 20 maggio 2024.

### Altri partecipanti
I seguenti giocatori hanno ricevuto una wild card per il tabellone principale:
- Murphy Cassone
- Mukund Sasikumar
- Trevor Svajda

I seguenti giocatori sono passati dalle qualificazioni:
- Ernesto Escobedo
- Andres Martin
- Yusuke Takahashi
- Rudy Quan
- Keegan Smith
- Christian Langmo

## Punti e montepremi
| Torneo    | Torneo              | V     | F     | SF    | QF    | 2T    | 1T  | Q | Q2  | Q1  |
| Singolare | Punti               | 75    | 44    | 22    | 12    | 6     | 0   | 4 | 2   | 0   |
| Singolare | Premi in denaro ($) | 9 880 | 5 820 | 3 450 | 2 000 | 1 165 | 720 | – | 360 | 185 |
| Doppio    | Punti               | 75    | 44    | 22    | 12    | –     | 0   | – | –   | –   |
| Doppio    | Premi in denaro ($) | 4 250 | 2 450 | 1 480 | 880   | –     | 500 | – | –   | –   |

## Campioni

### Singolare
Mitchell Krueger ha sconfitto in finale  Yuta Shimizu con il punteggio di 6–3, 6–4.

### Doppio
Liam Draxl /  Benjamin Sigouin hanno sconfitto in finale  Rithvik Choudary Bollipalli /  Hans Hach Verdugo con il punteggio di 6–4, 3–6, [10–7].